# 多频道网络
多频道网络（英語：Multi-channel network，简称MCN，亦稱網路創作者公司、網紅經紀公司）是一个与视频相关机构（如YouTube）合作的组织，可帮忙网路创作者制作影片（包含受众群体拓展、内容编排、创作者协作、数字版权管理、获利和/或销售等服务），以换取该频道的一部分各种收入。